# Tephrosia candida
Tephrosia candida är en ärtväxtart som först beskrevs av William Roxburgh, och fick sitt nu gällande namn av Dc.. Tephrosia candida ingår i släktet Tephrosia och familjen ärtväxter. Inga underarter finns listade i Catalogue of Life.